# Joy Ride (filme de 2023)
Joy Ride é um filme de comédia estadunidense de 2023, dirigido por Adele Lim, em sua estreia na direção de longas-metragens, e escrito por Cherry Chevapravatdumrong e Teresa Hsiao, a partir de uma história de Lim, Chevapravatdumrong e Hsiao. O filme é estrelado por Ashley Park, Sherry Cola, Stephanie Hsu e Sabrina Wu, com Ronny Chieng, Meredith Hagner, David Denman, Annie Mumolo, Timothy Simons e Daniel Dae Kim em papéis coadjuvantes.
O filme foi anunciado em 2018 após o acordo de parceria entre a Point Grey Pictures e a Lionsgate, com Lim sendo confirmado como diretor em 2021. O elenco foi anunciado entre agosto e outubro do mesmo ano, e as filmagens ocorreram na Colúmbia Britânica durante o último mês.
Joy Ride estreou mundialmente no SXSW em 17 de março de 2023 e foi lançado nos Estados Unidos em 7 de julho de 2023 pela Lionsgate Films. O filme recebeu críticas positivas, mas foi um fracasso de bilheteria, arrecadando US$ 16 milhões em todo o mundo, contra um orçamento de produção de US$ 32 milhões.

## Trama
A adotada chinesa Audrey Sullivan mora com os pais brancos, Joe e Mary Sullivan, em White Hills, Washington, com sua melhor amiga de infância, Lolo Chen. Audrey é uma advogada superdotada que trabalha em um escritório de prestígio, enquanto Lolo luta para sobreviver com sua arte sex-positiva.
Com a promessa de uma promoção a sócia se fechar um acordo com um empresário chinês, Audrey e Lolo viajam para a China, acompanhadas pela prima de Lolo, Vanessa, apelidada de "Deadeye", que é socialmente desajeitada e obcecada por K-pop. Em Pequim, Audrey se encontra com sua colega de quarto e amiga íntima da faculdade, Kat, que é atriz de um programa diurno popular e, apesar de ser sexualmente promíscua na faculdade, está noiva de seu colega de elenco e noivo cristão, Clarence, que está se guardando para o casamento.
O grupo conhece Chao, o empresário chinês, em uma festa. Ele insiste que, para fazer negócios com Audrey, precisa saber sobre sua família biológica, que ela nunca conheceu. Lolo mente para ele, dizendo que Audrey mantém contato próximo com eles. Antes da viagem, Lolo havia ligado para a agência de adoção de Audrey e os localizado. Audrey resolve conhecer sua mãe biológica e levá-la à festa de Chao para fechar o negócio.
O quarteto embarca em um trem para a agência, onde, sem saber, divide o compartimento com um traficante. Eles são forçados a consumir grandes quantidades de cocaína antes de uma inspeção no trem; o traficante então rouba a bagagem deles e eles são expulsos do trem.
Preso no meio da China rural, Lolo contata o ex-astro da NBA Baron Davis, cujo time está atualmente jogando na China. Os quatro ferem alguns dos jogadores em acidentes sexuais na noite seguinte, fazendo com que o time se recuse a levá-los ao seu destino.
O grupo pega carona até a agência. Lá, Audrey descobre que sua mãe não é chinesa, mas sim coreana. Em uma última tentativa de fechar o negócio, um dos amigos virtuais de Deadeye consegue um jato particular para eles irem para Seul, mas sem os passaportes, eles fingem ser um novo grupo ídolo coreano para cruzar a fronteira. Lolo transmite ao vivo a apresentação de "WAP" no Instagram Live, mas a saia de Kat cai acidentalmente, revelando uma grande tatuagem de demônio em sua região pubiana. Eles são forçados a pegar um barco para a Coreia continental.
A transmissão ao vivo de Lolo viraliza inadvertidamente, com centenas de milhões de pessoas vendo a tatuagem de Kat. Chao liga para Audrey para informá-la de que o acordo foi cancelado; ela é então demitida do emprego, enquanto Kat corre o risco de perder seu contrato de televisão e Clarence. O quarteto se desentende e se separa.
Audrey descobre que sua mãe biológica faleceu e visita seu túmulo. Lá, ela conhece o marido de sua mãe biológica, Dae Han. Ele lhe mostra um vídeo gravado por sua mãe biológica antes de sua morte e, em seguida, revela que os amigos dela lhe disseram que ele poderia encontrar Audrey no túmulo. Enquanto isso, Kat se reconcilia com Clarence. Lolo se muda da casa de Audrey, que retorna a Seattle e faz as pazes com Lolo e Deadeye.
Um ano depois, Audrey, Lolo, Kat e Deadeye estão em Paris para uma viagem de melhores amigas. Audrey abriu seu próprio escritório de advocacia, Lolo começou a servir mesas e a vender seus trabalhos artísticos, Deadeye se aceitou como não binário, enquanto a carreira de atriz de Kat se recuperou e ela está planejando seu casamento com Clarence.

## Elenco
- Ashley Park como Audrey Sullivan, uma advogada que é filha ostensivamente chinesa de pais brancos adotivos[5]
  - Lennon Yee como a jovem Audrey Sullivan
  - Isla Rose Hall como a adolescente Audrey Sullivan
- Sherry Cola como Lolo Chen, uma aspirante a artista que é a melhor amiga de Audrey[5]
  - Belle Zhang como a jovem Lolo Chen
  - Chloe Pun como a adolescente Lolo Chen
- Stephanie Hsu como Kat Huang, uma famosa atriz chinesa que foi ex-colega de quarto de Audrey na faculdade[5]
- Sabrina Wu como Vanessa / Deadeye, a prima excêntrica de Lolo que é obcecada por K-pop[5]
- Ronny Chieng como Chao, um empresário chinês[6]
- Meredith Hagner como Jess, a traficante de drogas no trem chinês[7]
- David Denman como Joe Sullivan, pai adotivo de Audrey[8]
- Annie Mumolo como Mary Sullivan, mãe adotiva de Audrey[8]
- Timothy Simons como Frank, chefe do escritório de advocacia de Audrey
- Daniel Dae Kim como Dae Han, o marido da mãe biológica de Audrey
- Desmond Chiam como Clarence, o noivo celibatário de Kat[6]
- Baron Davis como uma versão fictícia de si mesmo, um ex-jogador de basquete da NBA que agora joga na China
- Lori Tan Chinn como Nai Nai, avó de Lolo[8]
- Alexander Hodge como Todd, um jogador de basquete do time de Baron e ex-namorado de Kat[6]
- Chris Pang como Kenny, um jogador de basquete do time de Baron[6]
- Rohain Arora como Arvind, um jogador de basquete do time de Baron
- Victor Lau como Jiaying, um jogador de basquete do time do Barão
- Debbie Fan como Jenny Chen, mãe de Lolo
- Kenneth Liu como Wey Chen, pai de Lolo
- Michelle Choi-Lee como Min Park, mãe biológica de Audrey

## Produção
Em 9 de agosto de 2018, foi anunciado que Seth Rogen e Evan Goldberg estavam em negociações para fazer parceria com a Lionsgate por meio de sua produtora Point Grey Pictures em um acordo de primeira vista para desenvolver projetos de cinema e televisão. Em 9 de julho de 2021, foi anunciado que a roteirista Adele Lim faria sua estreia na direção de um filme de comédia sem título para maiores de 18 anos daquele acordo, com Ashley Park se juntando ao elenco. O filme foi escrito por Cherry Chevapravatdumrong e Teresa Hsiao, baseado em uma história que desenvolveram com Lim. Chevapravatdumrong, Hsiao e Lim também produzem ao lado de Rogen, Goldberg, James Weaver e Josh Fagen. Em uma declaração, Lim disse: "Esta jornada começou comigo, Cherry e Teresa querendo contar uma história com personagens que se parecem conosco, sobre mulheres que são desorganizadas e sedentas, mas têm muito coração. Point Grey e Lionsgate têm sido aliados e parceiros incríveis desde o primeiro dia, e estou emocionada por fazer minha estreia na direção com eles em uma história que é tão especial para mim."
Em agosto de 2021, Sherry Cola e Stephanie Hsu foram adicionadas ao elenco. Em setembro, foi relatado que Sabrina Wu estrelaria como a quarta e última protagonista do filme. Daniel Dae Kim foi escalado enquanto trabalhava com Lim em Raya and the Last Dragon. Ele já havia trabalhado com Park na Broadway e a sugeriu para o papel principal. A produção começou em outubro, com Desmond Chiam, Alexander Hodge e Chris Pang se juntando ao elenco. As filmagens ocorreram em Vancouver. As filmagens também ocorreram no Aeroporto Internacional de Seattle-Tacoma, em Seattle. Em 7 de outubro, um playground obsceno servindo de cenário para o filme foi visto em Maple Ridge, British Columbia, mas uma sequência filmada para ele foi cortada. Hsu usou um dublê de corpo para a cena envolvendo a tatuagem de sua personagem. Enquanto os escritores estavam considerando uma composição original para a cena onde os personagens fingem ser um grupo ídolo, eles finalmente decidiram que "WAP" serviu como "esta música perfeita que realmente encapsulou o filme neste momento crucial", levando Lim a escrever uma carta para Cardi B e Megan Thee Stallion pedindo permissão de uso, encontrando sua aprovação. Uma cena envolvendo um búfalo aquático foi planejada, mas não filmada. Em fevereiro de 2023, o título do filme foi revelado como Joy Ride. O título provisório do filme era Joy Fuck Club.

## Lançamento
Joy Ride estreou no South by Southwest Film & TV Festival de 2023 em 17 de março de 2023. Foi lançado nos cinemas em 7 de julho de 2023, pela Lionsgate Films. Foi originalmente programado para ser lançado em 23 de junho.
O filme foi lançado para plataformas digitais em 28 de julho de 2023, seguido por um lançamento em Blu-ray e DVD em 12 de setembro de 2023.

## Recepção

### Bilheteria
Nos Estados Unidos e Canadá, Joy Ride foi lançado junto com Insidious: The Red Door, e foi projetado para arrecadar de US$ 7 a 9 milhões em 2.820 cinemas em seu fim de semana de estreia. O filme arrecadou US$ 2,6 milhões em seu primeiro dia, incluindo US$ 1,1 milhão nas prévias de quinta-feira à noite. O filme estreou com US$ 5,9 milhões, terminando em sexto lugar nas bilheterias. Em seu segundo fim de semana, o filme arrecadou US$ 2,6 milhões, caindo 56% e terminando em nono. No final das contas, o filme foi um fracasso de bilheteria, arrecadando US$ 16 milhões em todo o mundo contra um orçamento de produção de US$ 32 milhões.

### Resposta crítica
Joy Ride recebeu críticas positivas após seu lançamento. No site agregador de críticas Rotten Tomatoes, 90% das 215 críticas dos críticos são positivas, com uma classificação média de 7,4/10. O consenso do site diz: "Joy Ride não tem medo de chocar com suas piadas grosseiras, mas a verdadeira surpresa desta viagem é o quão bem ele combina seu humor obsceno com o coração real." O Metacritic, que usa uma média ponderada, atribuiu ao filme uma pontuação de 74 em 100, com base em 44 críticos, indicando críticas "geralmente favoráveis". O público pesquisado pelo CinemaScore deu ao filme uma nota média de "B−" em uma escala de A+ a F, enquanto o PostTrak relatou que 79% dos espectadores deram uma pontuação positiva.
Lovia Gyarkye do The Hollywood Reporter chamou o filme de "uma estreia atrevida e propulsiva na direção de um longa", acrescentando que "se diverte colocando seus personagens em situações absurdas, muitas vezes hilárias" e "está repleto de tomadas de decisão frenéticas movidas a cocaína, sexo a três atrevido e imitações caóticas". Peter Debruge 's Variety escreveu: "O filme pode não ser brilhante no nível de Bridesmaids, mas tem mais do que algumas cenas de comédia dignas do Hall da Fama". Marisa Mirabal 's IndieWire deu ao filme uma nota A−, dizendo que é "um excelente exemplo de quão importante é a representação na tela e prova que os comediantes asiático-americanos podem ser tão engraçados, atrevidos e bem-sucedidos quanto seus colegas homens brancos". O cineasta Sean Baker o nomeou como um de seus filmes favoritos de 2023. O crítico do The Guardian, Adrian Horton, considerou o filme parte de um ressurgimento no retorno de comédias obscenas aos cinemas, após um período de declínio.